# Chiesa di Sant'Ambrogio (Saint Louis)
La chiesa di sant'Ambrogio, costruita tra il 1921 e il 1926, è la chiesa cattolica italiana di Saint Louis (Missouri) negli Stati Uniti d'America.

## Storia
Alla fine dell'Ottocento una numerosa comunità italiana si era stabilita a Saint Louis (Missouri) nel quartiere chiamato The Hill. Nel 1903 gli immigrati italiani vi avevano costruito una chiesa in legno dedicata a sant'Ambrogio.
Il 20 gennaio 1921, un incendio distrusse completamente la vecchia chiesa. Il parroco, Lucian Carotti, si appellò immediatamente alla comunità italiana per la sua ricostruzione. Già a febbraio l'architetto Angelo Corrubia presentò il progetto di un grande edificio in muratura, ispirato all'antica architettura romanica lombarda. Nell'autunno si dette inizio ai lavori. Nel marzo dell'anno successivo si poté già utilizzare il seminterrato, mentre si procedeva al completamento della chiesa superiore. I diversi gruppi regionali contribuirono alla costruzione delle varie cappelle dedicate ai loro santi protettori. Il 13 giugno 1926 la chiesa fu solennemente dedicata.
Da allora la chiesa di Sant'Ambrogio è rimasta il punto di riferimento centrale dei cattolici italiani di Saint Louis (Missouri).
Nel 1972 un monumento dedicato agli immigranti italiani fu inaugurato accanto alla chiesa.